# Secretaría de Defensa Nacional
La Secretaría de Defensa Nacional (SEDENA) es una de las 16 secretarías de Estado del Poder Ejecutivo de Honduras que son de creación obligatoria según la Ley General de Administración Pública. Es la encargada de lo concerniente a la formulación, coordinación, ejecución y evaluación de las políticas relacionadas con la defensa nacional y la conducción de los asuntos que corresponden a las Fuerzas Armadas de Honduras.

## Historia

### Entidades de seguridad previas
En la segunda constitución de Honduras, la de 1839, se ordenó en el artículo 51 la existencia de tres ministros, propuestos por el presidente y nombrados por la Cámara, incluido el ministro de Guerra, que tenía a su cargo la Comandancia General de Armas. Aunque dicho mandato no se replicó en las posteriores constituciones, se vuelve a hacer mención al secretario de Guerra en las constituciones de 1880, de 1894, y de 1904. En la siguiente constitución de 1924 se ordenó la creación de cuatro a siete secretarías, incluida la de «Guerra y Marina», que se cambió a solo Secretaría de Guerra en la constitución de 1936.

### Creación
Con la constitución de 1957 se ordenó la creación de al menos 9 secretarías de Estado, incluyendo la de Defensa Nacional. A pesar de esto, el posterior  gobierno de facto de Oswaldo López Arellano (octubre de 1963-junio de 1965) nombró a un solo secretario en el despacho de Defensa Nacional y Seguridad Pública, y el 3 de junio de 1965, con la promulgación de la constitución de 1965, se volvió de creación obligatoria dicha dependencia. Esa constitución ordenó en su artículo 202 que debían existir al menos diez Secretarías de Estado, incluida la de «Defensa Nacional y Seguridad Pública». Esta disposición se mantuvo en el artículo 246 de la posterior constitución de 1982, que elevó el número de secretarías a 12. Dicha orden fue abolida en febrero de 1991, mediante el Decreto 122-90. Posteriormente, mediante el Decreto 218-966, publicado el 30 de diciembre de 1996, se reformó la Ley General de Administración Pública, ordenando la existencia de al menos 15 secretarías, incluyendo la de Defensa Nacional.

## Titulares
| Titular                                            | Periodo                      | Notas                                                                                                   |
| Secretaría de Guerra                               | Secretaría de Guerra         | Secretaría de Guerra                                                                                    |
| -------------------------------------------------- | ---------------------------- | --- |
| Juan A. Arias                                      | 1894                         | Gobierno de Policarpo Bonilla.                                                                          |
| Sotero Barahona                                    | 1904                         | Gobierno de Marco Aurelio Soto.                                                                         |
| Leónidas Pineda M.                                 | 1949-1954                    | Gobierno de Juan Manuel Gálvez                                                                          |
| Secretaría de Defensa Nacional y Seguridad Pública |                              | |
| Antonio Molina Ortiz                               | 1957-1963                    | Gobierno de Ramón Villeda Morales                                                                       |
| Armando Escalón Espinal                            | 1963-1965                    | Gobierno de Oswaldo López Arellano.                                                                     |
| Salomón Ciliézar Uclés                             | 1965-1971                    | Gobierno de Oswaldo López Arellano.                                                                     |
| Raúl Galo Soto                                     | 1971-1975                    | Gobierno de Ramón Ernesto Cruz Uclés y de Oswaldo López Arellano.                                       |
| Francisco Ruíz Andrade                             | 1975-1978                    | Gobierno de Juan Alberto Melgar Castro.                                                                 |
| Mario Flores Theresín                              | 1980-1981                    | Gobierno de Policarpo Paz García.                                                                       |
| José Sierra Hernández                              | 1982-1986                    | Gobierno de Roberto Suazo Córdova.                                                                      |
| Luis Alonso Cardona Macías                         | 1986-1990                    | Gobierno de José Simón Azcona.                                                                          |
| Secretaría de Defensa Nacional                     |                              | |
| Arístides Mejía                                    | 27 ene, 2006-31 ene, 2009    | Gobierno de Manuel Zelaya.                                                                              |
| Edmundo Orellana                                   | 31 ene, 2009-24 de jun, 2009 | Renunció por oponerse a la encuesta ilegal que se llevaría a cabo durante el gobierno de Manuel Zelaya. |
| Marlon Pascua Cerrato                              | -                            | Gobierno de Porfirio Lobo                                                                               |
| Samuel Armando Reyes Rendón                        | 27 ene, 2014-19 feb, 2018    | Gobierno de Juan Orlando Hernández.                                                                     |
| Fredy Santiago Díaz Zelaya                         | 19 feb, 2018-27 ene, 2022    | Gobierno de Juan Orlando Hernández.                                                                     |
| José Manuel Zelaya Rosales                         | 27 ene, 2022-31 ago, 2024    | Renunció por el escándalo del narcovideo durante el gobierno de Xiomara Castro.                         |
| Rixi Moncada                                       | 1 sep, 2024-28 may, 2025     | Renunció para participar como candidata a presidenta. Gobierno de Xiomara Castro                        |
| Vacante                                            | 28 may, 2025-actualidad      | Funciones ejercidas por la presidenta de la República, Xiomara Castro.                                  |

## Nota
1. ↑  Desde el Decreto 157-2008 publicado el 5 de noviembre de 2008 el número de secretarías se elevó a 16.